# كورت فراي
كورت فراي هو سياسي ألماني، ولد في 11 أغسطس 1913 في كيل في ألمانيا، وتوفي في 19 ديسمبر 1993. انتخب كاتب عام.

## وصلات خارجية
- كورت فراي على موقع أوليمبيديا (الإنجليزية)
- كورت فراي على موقع مونزينجر (الألمانية)